# Druga poslanica Korinćanima
Druga poslanica Korinćanima je jedna od knjiga Novoga zavjeta i Biblije. Knjigu je napisao apostol Pavao i spominje se odmah na početku: "Pavao, po volji Božjoj apostol Krista Isusa, i brat Timotej: Crkvi Božjoj u Korintu sa svima svetima u svoj Ahaji (2 Kor 1,1)". Biblijska kratica knjige je 2 Kor.
Teolozi se slažu, da je autor poslanice apostol Pavao. Postoji rasprava, da li je ova poslanica jedno pismo ili spoj više pisama. Premda se u Novom zavjetu nalaze samo dvije poslanice Korinćanima, Pavao je osobno spominjao više njih.
Poslanica je usmjerena kršćanskoj zajednici u grčkom gradu Korintu. Apostol Pavao je bio barem dva puta tamo, a možda i tri. Napisana je neko vrijeme nakon drugog boravka u Korintu, dok je bio u Solunu ili Filipima. Kraća je od Prve poslanice Korinćanima, ima 13 poglavlja. Pisana je u kontekstu religijske, socijalne i ekonomske situacije kršćanske zajednice u Korintu. Pavao je pisao osobnije i emotivnije, nego u drugim poslanicama. Naglašava važnost oproštenja drugim ljudima i novi Božji odnos prema čovjeku, koji proizlazi iz Duha Boga živoga: "Vi ste, očito, pismo Kristovo kojemu mi poslužismo, napisano ne crnilom, nego Duhom Boga živoga; ne na pločama kamenim, nego na pločama od mesa, u srcima (2 Kor 3,3)". Moli ih da, financijski pomognu kršćanskoj zajednici u Jeruzalemu, jer sada imaju višak, a jednom će oni dobiti pomoć iz Jeruzalema, kada će biti obrnuto. U dijelu poslanice, Pavao iznosi osobnu obranu na optužbe prema njemu. Završava s poticajima i pozdravima: "Uostalom, braćo, radujte se, usavršujte se, tješite se, složni budite, mir njegujte i Bog ljubavi i mira bit će s vama (2 Kor 13,11)".